# Maundia triglochinoides
Maundia triglochinoides és la única espècie del gènere Maundia dins la família monotípica de les maundiàcies (Maundiaceae), de l'ordre de les alismatals, dins del clade de les monocotiledònies (monocots).. És una planta amb flors aquàtica endèmica d'Austràlia considerada en perill d'extinció.

## Descripció
És una planta herbàcia aquàtica, perenne gràcies als seus rizomes, les fulles són suculentes i llargues, d'entre 80 i 95 cm. Les flors són sèssils i s'agrupen en inflorescències racemoses en espiga amb un llarg peduncle. El fruit és indehiscent.

## Taxonomia
L'espècie Maundia triglochinoides va ser descrita per primer cop l'any 1858 a la publicació Fragmenta phytographiae Australiae pel botànic alemany Ferdinand Jacob Heinrich von Mueller (1825-1896).
La primera publicació de la família Maundiaceae fou l'any 1943 a l'obra Ordines, familiae, tribi, genera, sectiones, species, varietates, formae et combinationes novae a Prof. Nakai-Takenosin adhuc ut novis edita del botànic japonès Takenoshin Nakai (1882 – 1952). Aquest nom va ser recuperat l'any 2016 per la quarta versió de la classificació APG per tal de resoldre la ubicació del gènere Maundia, que llavors era a la família Juncaginaceae, però que no formava un clade amb les altres espècies de la família.